# 程天放
程 天放（てい てんほう）は中華民国（台湾）の政治家・教育者・外交官。中国国民党では宣伝部門、国民政府では教育部門の各職を歴任した人物として知られる。旧名は学愉。

## 事跡

### 五四運動指導者からAB団指導者へ
1912年（民国元年）、省城洪都中学に入学し、後に私立心徳中学に転入した。1919年（民国8年）、五四運動が勃発すると、程天放は上海学生聯合会副評議長となり、同年秋には学生聯合会会長に選ばれている。同年中に復旦大学を卒業した程はアメリカに留学し、まずシカゴ大学哲学部で学び、次いでイリノイ大学政治学部に移った。1922年に修士号を取得するとカナダに向かい、トロント大学で研究を続ける。この間の1923年に中国国民党に加入し、機関紙『醒獅日報』総編輯や党カナダ東部支部長などを務めた。1926年に政治学博士号を取得し、同年8月に帰国した。
帰国後の程天放は、復旦大学や大夏大学で教授を務めている。1927年（民国16年）1月、中国国民党江西省党部執行委員兼宣伝部部長に起用された。翌月には同省政府教育庁庁長となっている。この間、程は反共の「AB団」の指導者として省内の中国共産党勢力と激しい権力闘争を演じた。4月には共産党側に逮捕され、処刑直前の危機に追い込まれている。しかし同年中に省政府主席朱培徳が蔣介石ら南京国民政府に接近し始めたこともあって、5月末に釈放された。

### 教育行政部門での活動
同年12月、程天放は国立中央大学教授兼国民政府参事に任ぜられた。翌1928年（民国17年）、中央軍校軍官団政治総教官兼政治部主任となり、同年末に安徽省政府教育庁庁長となる。1929年（民国18年）1月、省立安徽大学校長に任ぜられ、3月、党第3期中央執行委員候補に選出された。
1931年（民国20年）6月、程天放は国民党中央党部宣伝部副部長に起用される。同年12月、江西省政府教育庁庁長を再び兼ねた。翌年秋に陸海軍総司令部党政委員会委員を兼ね、12月、党第4期中央執行委員候補に再選された。1933年（民国22年）2月、湖北省教育庁庁長に任ぜられ、同年、国立浙江大学校長となった。翌1934年（民国23年）9月には国立中央政治学校教務主任に移り、11月、江蘇省教育庁庁長となっている。1935年（民国24年）6月、駐ドイツ大使に任命され、11月には党第5期中央監察委員に選出された。
日中戦争勃発後の1939年（民国28年）3月、程天放は国立四川大学校長となり、9月、三民主義青年団中央監察会監察に任ぜられる。1943年（民国32年）からは国立中央政治学校教育長となり、さらに国防最高委員会常務委員も兼ねた。1945年（民国34年）5月、党第6期中央監察委員に再選されている。9月、国際連合教育科学文化機関（ユネスコ）憲章制定会議に中国代表として出席した。その後も党監察委員会常務委員、立法院立法委員、立法院外交委員会委員、党中央宣伝部部長を歴任している。

### 台湾での活動
国共内戦終盤に、程天放は台湾へ逃れた。1950年（民国39年）3月、教育部部長に昇進して、1954年（民国33年）5月まで同職に在り、台湾の教育環境整備に尽力している。1958年（民国47年）には考試院副院長に任命された。このほか、総統府国策顧問も兼ね、党では第8期・第9期の中央評議委員に選出されている。
1967年11月29日、ニューヨークにて死去。享年69（満68歳）。